# Lia (Géorgie)
Pour les articles homonymes, voir Lia.
Lia (en géorgien : ლია) est une localité du nord-ouest de la Géorgie située dans la municipalité de Tsalendjikha (province de Mingrélie-Basse Svanétie) près de la frontière Abkhazie.

## Géographie
- Coordonnées : 42° 39' 23" N 42° 00' 23" E
- Altitude : 308 m